# Súper Rugby Australia 2021
El Súper Rugby Australia de 2021 fue la segunda edición del torneo de rugby profesional entre franquicias australianas del Super Rugby y Western Force.
El torneo se disputó entre el 19 de febrero y el 8 de mayo.

## Sistema de disputa
El torneo fue una liga donde se enfrentaron todos contra todos, ida y vuelta, en un periodo de 10 semanas y cada equipo tuvo dos semanas libres.
Luego de la fase regular, el segundo y tercer clasificado disputaron una semifinal buscando el paso a la final en la cual enfrentaron al mejor clasificado de la fase regular

## Equipos participantes

### Clasificación
| Pos. | Equipo        | Encuentros | Encuentros | Encuentros | Encuentros | Tantos | Tantos | Tantos | PB | PB | Puntos |
| Pos. | Equipo        | PJ         | PG         | PE         | PP         | F      | C      | Dif    | BO | BD | Puntos |
| ---- | ------------- | ---------- | ---------- | ---------- | ---------- | ------ | ------ | ------ | -- | -- | ------ |
| 1.º  | Reds          | 8          | 7          | 0          | 1          | 271    | 170    | +101   | 4  | 1  | 33     |
| 2.º  | Brumbies      | 8          | 6          | 0          | 2          | 267    | 165    | +102   | 3  | 2  | 29     |
| 3.º  | Western Force | 8          | 4          | 0          | 4          | 148    | 193    | -45    | 0  | 2  | 18     |
| 4.º  | Rebels        | 8          | 3          | 0          | 5          | 178    | 182    | -4     | 0  | 4  | 16     |
| 5.º  | Waratahs      | 8          | 0          | 0          | 8          | 138    | 292    | -154   | 0  | 3  | 3      |

|  | Finalista.      |
|  | Semifinalistas. |

## Fase Regular
Fixture del Super Rugby

### Fecha 1
| 19 de febrero | Reds | 41 - 7 | Waratahs | Suncorp Stadium, Brisbane |  |

| 19 de febrero | Western Force | 11 - 27 | Brumbies | HBF Park, Perth |  |

### Fecha 2
| 26 de febrero | Reds | 23 - 21 | Melbourne Rebels | Suncorp Stadium, Brisbane |  |

| 27 de febrero | Brumbies | 61 - 10 | Waratahs | GIO Stadium, Canberra |  |

### Fecha 3
| 5 de marzo | Waratahs | 16 - 20 | Western Force | Western Sydney Stadium, Parramatta |  |

| 6 de marzo | Brumbies | 27 - 24 | Melbourne Rebels | GIO Stadium, Canberra |  |

### Fecha 4
| 12 de marzo | Western Force | 7 - 10 | Melbourne Rebels | HBF Park, Perth |  |

| 13 de marzo | Brumbies | 38 - 40 | Reds | GIO Stadium, Canberra |  |

### Fecha 5
| 19 de marzo | Melbourne Rebels | 33 - 14 | Waratahs | AAMI Park, Melbourne |  |

| 20 de marzo | Reds | 26 - 19 | Western Force | Suncorp Stadium, Brisbane |  |

### Fecha 6
| 26 de marzo | Brumbies | 42 - 14 | Western Force | GIO Stadium, Canberra |  |

| 27 de marzo | Waratahs | 14 - 46 | Reds | ANZ Stadium, Sídney |  |

### Fecha 7
| 2 de abril | Waratahs | 22 - 24 | Brumbies | Sydney Cricket Ground, Sídney |  |

| 3 de abril | Melbourne Rebels | 19 - 44 | Reds | AAMI Park, Melbourne |  |

### Fecha 8
| 9 de abril | Melbourne Rebels | 15 - 16 | Western Force | AAMI Park, Melbourne |  |

| 10 de abril | Reds | 24 - 22 | Brumbies | Suncorp Stadium, Brisbane |  |

### Fecha 9
| 17 de abril | Western Force | 31 - 30 | Waratahs | HBF Park, Perth |  |

| 18 de abril | Melbourne Rebels | 20 - 26 | Brumbies | AAMI Park, Melbourne |  |

### Fecha 10
| 23 de abril | Western Force | 30 - 27 | Reds | HBF Park, Perth |  |

| 24 de abril | Waratahs | 25 - 36 | Melbourne Rebels | Western Sydney Stadium, Sídney |  |

## Fase Final

### Semifinal
| 1 de mayo | Brumbies | 21 - 9 | Western Force | GIO Stadium, Camberra |  |

### Final
| 8 de mayo | Reds | 19 - 16 | Brumbies | Suncorp Stadium, Brisbane |  |

| Bandera de Australia    |
| Campeón Queensland Reds |
| Primer título           |